# Ambassade d'Algérie en Ukraine
L'ambassade d'Algérie en Ukraine est la représentation diplomatique de l'Algérie en Ukraine, qui se trouve à Kiev, la capitale du pays.

## Histoire
La République algérienne démocratique et populaire a reconnu l’indépendance de l’Ukraine le 27 décembre 1991. Le 29 août 1992, des relations diplomatiques ont été établies entre les deux pays. En novembre 1992, le premier Ambassadeur d’Algérie Belramul Kamerzerman a présenté ses lettres de créance au Président de l’Ukraine Leonid Kravchuk. L’Algérie a une ambassade à Kiev et l’Ukraine a une ambassade à Alger (ouverte en 1999).

## Ambassadeurs d'Algérie en Ukraine
| Date de nomination | Date de nomination | Date de départ | Date de départ | Ambassadeur            |
| ------------------ | ------------------ | -------------- | -------------- | ---------------------- |
| 1992               | [ 5 ]              | 1997           |                | Belramul Kamerzerman   |
| 1997               | ,                  | 2004           |                | Cherif Chikhi          |
| 2004               | [ 8 ]              | 2010           |                | Mokaddem Bafdal        |
| 2010               | [ 9 ]              | 2015           |                | Mohammed Bashir Mazzuz |
| 2015               | [ 10 ]             | 2021           |                | Hocine Boussouara      |

align="right" | 2021 || 
Djihad eddine belkas